# BepiColombo
De BepiColombo-missie is een onbemande ruimtevaartmissie van ESA en JAXA naar de binnenste planeet van het zonnestelsel: Mercurius. BepiColombo werd op 20 oktober 2018 om 01:45:28 UTC gelanceerd met een Ariane 5 ECA vanaf het Centre Spatial Guyanais en zal in 2025 in een baan om Mercurius komen en zich dan in twee satellieten opsplitsen.

## Samenwerking
Het is de eerste missie van ESA (Europese Ruimtevaartorganisatie) naar Mercurius en tevens de eerste samenwerking van ESA met JAXA(Japan).

## Doel van de missie
BepiColombo bestaat uit twee sondes die apart in een baan om Mercurius gaan draaien. De ene gaat de oppervlakte van de planeet in kaart brengen en de andere gaat onderzoek doen naar het magnetisch veld van Mercurius.
Verder zal BepiColombo naar water, in de vorm van ijs, zoeken in gebieden die zich altijd in de schaduw bevinden. Deze gebieden zijn, in tegenstelling tot de rest van de planeet, erg koud.
Met de verzamelde data zal ESA proberen meer te weten komen over de geschiedenis van Mercurius en het ontstaan van planeten in het algemeen.

## Vluchtverloop

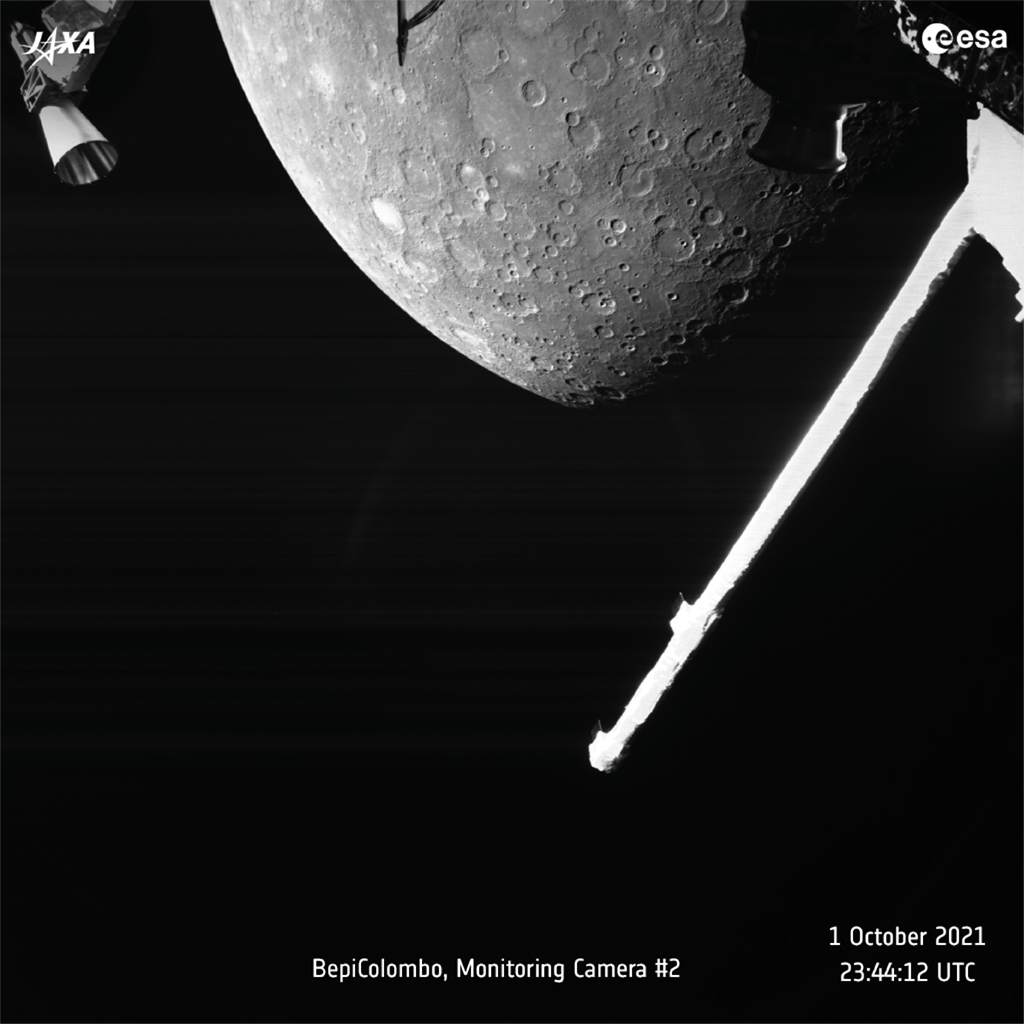
Een opname van Mercurius tijdens de eerste zwaartekrachtsslinger aldaar. BepiColombo maakte deze zwart-wit foto op 2418 km afstand, met een resolutie van 1024 x 1024 pixels.

Na de lancering in 2018 werd de BepiColombo in een baan om de zon gebracht. Met gebruikmaking van een zevental afremmende zwaartekrachtsslingers (een van de Aarde, twee van Venus en vier van Mercurius) zal Mercurius in 2025 bereikt worden. De eerste flyby vond plaats op 10 april 2020 waarbij de Aarde het traject van ruimtesonde afboog richting Venus.
Tijdens de twee flyby’s van Venus waren de instrumenten van BepiColombo gericht op die planeet om metingen te doen. Er werd onder meer getracht fosfine te detecteren en daarmee een eerdere mogelijke vondst van dat gas op Venus te bevestigen. Sinds oktober 2020 is de ruimtesonde onderweg naar Mercurius om daar het nog niet gefotografeerde deel van de planeet in kaart te brengen.
Op 1 oktober 2021 om 14:27 UTC vloog BepiColombo voor het eerst het zwaartekrachtsveld van Mercurius in. Om 23:56 UTC was de afstand tot het oppervlak van Mercurius het kortst; 196 km. Op 2 oktober om 8:45 UTC verliet BepiColombo het zwaartekrachtsveld van Mercurius weer.
Op 15 mei 2024 meldde ESA een probleem waardoor de transfermodule van BepiColombo nog maar de helft van zijn stuwkracht kon aanspreken. De ionenmotor kreeg nog maar de helft van de nominale hoeveelheid stroom. Het probleem deed zich een paar weken eerder voor op 26 april. Terwijl men enerzijds de sonde onder deze omstandigheden in het juiste traject poogt te krijgen en houden, wordt er ook gezocht naar de oorzaak en een methode om het probleem op te lossen. Middels een nieuwe vluchtroute zal de sonde in november 2026 bij Mercurius aankomen.

## Naamgeving
De missie is vernoemd naar de Italiaanse wiskundige Giuseppe (Bepi) Colombo (1920-1984) die Mercurius gedetailleerd heeft bestudeerd en vele verschillende berekeningen heeft uitgeschreven voor o.a. NASA in de jaren '70.